# Spoorlijn Solothurn - Langnau
De spoorlijn Solothurn - Langnau im Emmental is een Zwitserse spoorlijn van de voormalige spoorwegonderneming Emmentalbahn (afgekort EB). De EB had zijn hoofdkantoor in Burgdorf in kanton Bern. Het traject loopt van Solothurn via Burgdorf naar Langnau im Emmental.

## Geschiedenis
Aan de Emmentalbahn ging de op 1 april 1864 geopende Industriepferdebahn Derendingen–Biberist–Gerlafingen vooraf. Het eerste deel van het normaalspoortraject werd tussen Burgdorf en Derendingen geopend. Daarvoor werd de 15.62 kilometer lange traject van Burgdorf naar Biberist de Emmentalbahn nieuw gesteld en aangesloten op de Industriebahn langs de Emme van Biberist tot aan Derendingen.
Op 4 december 1876 opende de Schweizerische Centralbahn (SCB) de zogenaamde Gäubahn Olten–Solothurn–Busswil en werd een aftakking van Solothurn naar Biberist aangelegd. Het traject wisselde op 21 november 1883 van eigenaar en kwam in het bezit van de EB, die vervolgens op 30 juni 1884 het traject naar Derendingen stil legde.
Op 12 mei 1881 werd het traject tussen Burgdorf en Obermatt van de EB geopend met een dienststation aan het traject Gümligen–Langnau van de toenmalige Bern-Luzern-Bahn (BLB). De laatste drie kilometer tussen Obermatt en Langnau moest sinds de opening op sporen van de BLB worden afgelegd.
Sinds de ingebruikname van de Burgdorf–Thun-Bahn (BTB) op 21 juli 1899 rijdt de Emmentalbahn dit traject op grond van een verdrag met het recht van het berijden van het traject van Burgtdorf tot Hasle-Rüegsau.
De directeur van de EB was tegelijkertijd ook president-directeur bij de Burgdorf-Thun-Bahn.

## Elektrische tractie
Het traject van de Emmentalahn is geëlektrificeerd met een spanning van 15.000 volt 16.7 Hz wisselstroom en werden in twee etappes geopend.
- 1 september 1932: Solothurn – Burgdorf
- 8 december 1932: Burgdorf – Langnau

## Fusie
De “Emmentalahn” fuseerde in 1942 met de Burgdorf–Thun-Bahn (BTB) en gingen toen verder onder de naam Emmental-Burgdorf-Thun-Bahn (EBT).